# Ла-Плата (Мэриленд)

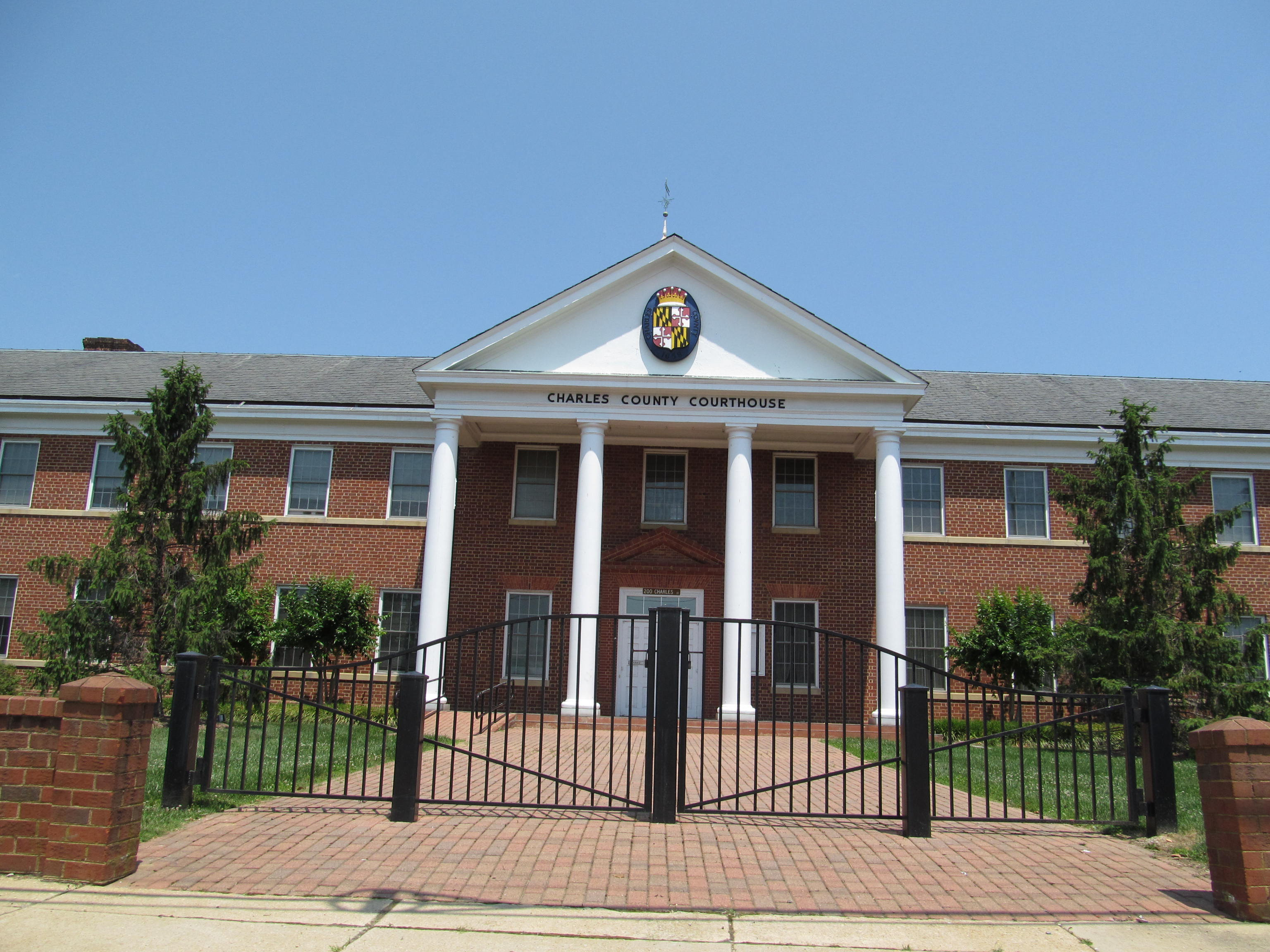
Здание суда округа Чарльз

Ла-Плата (англ. La Plata) — город в округе Чарльз, штат Мэриленд, США. На площади 19,3 км² (19,2 км² — суша, 0,1 км² — вода), согласно оценке 2019 года, проживают 9631 человек (23-й по количеству жителей в штате). Плотность населения составляет 450 чел/км².
- Телефонный код города — 301
- Почтовый индекс — 20646
- FIPS-код города — 24-45750[2]
- GNIS-идентификатор — 0585340[3]

## История
Согласно одной из легенд название будущему городу дал полковник Сэмюэл Чапман, который путешествуя по Аргентине был впечатлён рекой Ла-Плата. Осев на землях округа Чарльз он и решил перенести название реки на свою земельную собственность в 24 км².
Город был основан в 1888 году.

## Инфраструктура
Основная застройка города жилыми зданиями. Некоторые жители работают на правительство округа Чарльз, в то время как другие ездят в Валдорф, Вашингтон или Балтимор.
Историческим местом является католическая церковь Mount Carmel, расположенная в непосредственной близости от Ла-Плата, недалеко от главного кампуса колледжа Южного Мэриленда.
В Ла-Плата имеются офисные здания, медицинский центр CIVISTA (недавно увеличен), любительский театр, большой открытый спортивный комплекс, большой строительный рынок, два дома для престарелых, а также множество магазинов и ресторанов, а также дополнительно два раза в неделю собирается рынок фермеров. На северной окраине города находятся компания-ретейлер Walmart и сеть магазинов, три супермаркета, две круглосуточных аптеки.
Государственные школы в Ла-Платы включают среднюю школу, среднюю школу Милтон Сомерс, начальную школу Уолтер Митчелл, начальную школу Мария Матула.